# Andrew Taylor Still

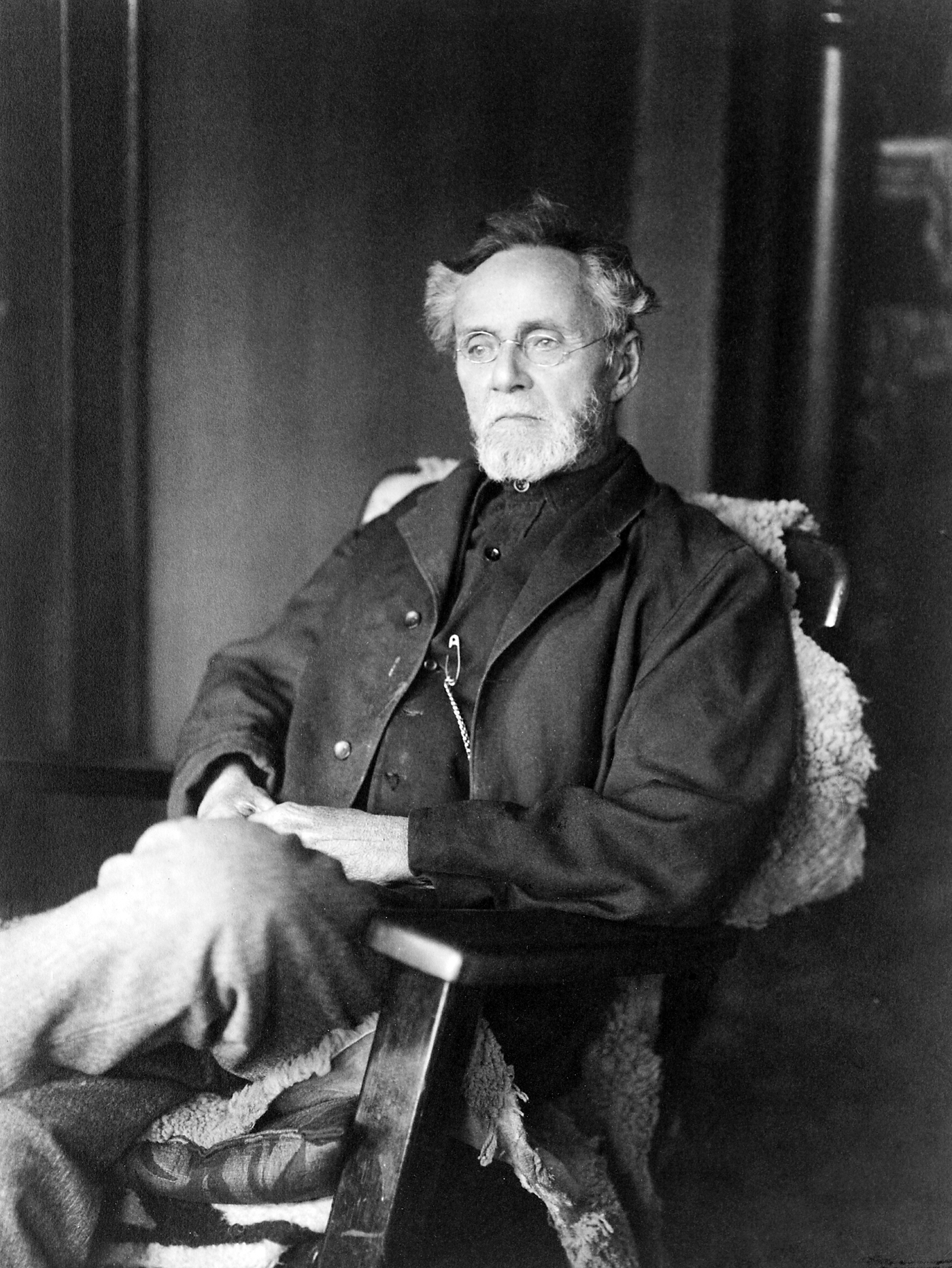
Andrew Taylor Still

Andrew Taylor Still (6 de agosto de 1828 - 12 de dezembro de 1917) é considerado o pai da osteopatia.